# Capilla del Chamical
La capilla del Chamical  fue levantada en 1818 por órdenes del General Martín Miguel de Güemes, está ubicada sobre el recorrido del antiguo Camino Real y el lugar era posta de carretas. El sitio supo ser uno de sus cuarteles generales y los gauchos levantaron esa capilla para que tuvieran un lugar para orar los más de 2000 soldados con sus familias que vivían en las inmediaciones y se aprestaban para las batallas por la Independencia; un lugar consagrado donde pudieran descansar los restos de los soldados gauchos que hasta ese entonces “eran enterrado debajo de los árboles”. Así fue también que después de muerto Güemes el 17 de junio de 1821, fue sepultado originalmente en ese lugar.  El 14 de noviembre de 1822, el gobernador de la Provincia de Salta, Dr. Ignacio Gorriti ordenó el traslado de sus restos mortales a la Catedral de Salta  donde hoy descansan en el panteón de las Glorias del Norte.
El historiador don Bernardo Frías que se ocupó de detallarla de la siguiente manera: 

“Es humilde hasta el extremo, rodeada de un campo de cruces con orígenes tan lejanos como ellas, nadie diría al verla que se ha convertido en monumento nacional (7 de junio de 1944 ) por haber guardado alguna vez los restos del General."

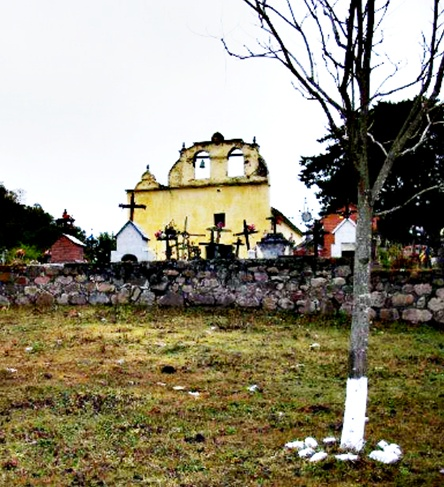
Iglesia del Chamical Provincia de Salta

Su historia es la misma historia sencilla de otros tantos edificios que quedaron como símbolo de un pasado de heroísmo y de renunciamiento que es esencia del sentimiento argentino.

El edificio muestra la línea de una primitiva arquitectura colonial española y está integrada por capilla y sacristía, donde la primera es una nave de 11 metros por 3 metros. En sus comienzos el techo fue una enramada de arbustos, posteriormente reemplazadas por trabas de madera dura (como el quebracho) y caña hueca (tacuara) , cubiertas por tejas musleras. Un muro liso cortado por una espadaña  en la parte superior es toda su fachada”.